# Gastonia, Carolina de Nord
Gastonia este un oraș și sediul comitatului Gaston, statul  Carolina de Nord,  Statele Unite ale Americii.
1. ↑   https://www.nctreasurer.com/municipalities Lipsește sau este vid: |title= (ajutor)
2. ↑   https://www.gastonianc.gov/government/city-council-info.html, accesat în 22 ianuarie 2025 Lipsește sau este vid: |title= (ajutor)
3. ↑   https://ca.finance.yahoo.com/news/gastonia-first-black-mayor-walker-215158743.html Lipsește sau este vid: |title= (ajutor)
4. ↑  2010 U.S. Gazetteer Files, accesat în 9 iulie 2020